# Крюково (Медынский район)
Крюково — деревня в Медынском районе Калужской области России. Входит в сельское поселение «Деревня Гусево».

## Физико-географическое положение
Находится на Смоленско-Московской возвышенности Русской равнины. Стоит на берегу реки Костижа. Деревня Крюково расположена в 25  км от города Медынь, и в 9,5 км от центра сельского поселения — деревни Гусево. Ближайшие населённые пункты — деревни Прокшино(3,8 км), Гребенкино(5,8 км) и Коняево(5,7 км).

## Население
| 2002 | 2010 |
| ---- | ---- |
| 2    | ↘1   |

## История
В XIX веке именовалось Марьино.